# 李俊渠
李俊渠（1954年12月—），男，河北饶阳人，中华人民共和国政治人物。中共中央党校法学专业毕业毕业，在职研究生学历。

## 生平
1976年加入中国共产党。历任中共河北省元氏县委常委、组织部部长、副书记、县长、县委书记，石家庄市郊区区委书记，衡水市委副书记、代市长、市长、市委书记等职。2006年7月任河北省省长助理，2007年12月因违反换届选举纪律，被免去一切行政职务。2010年3月复出，任河北省国资委监事会主席。2014年7月任河北省国资委党委副书记。